# 經度獎

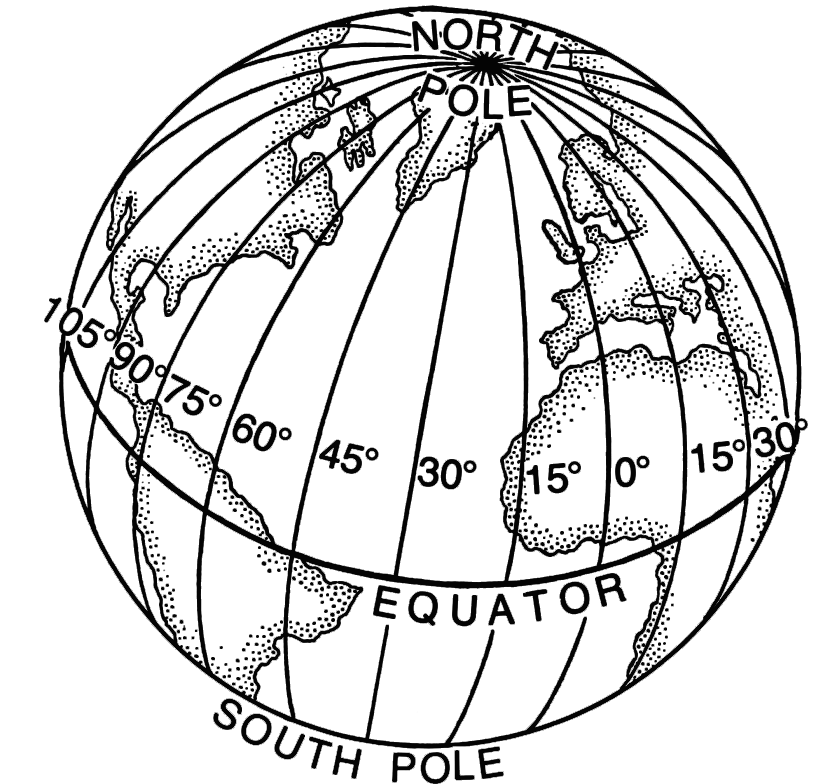
地球上的經度線

經度獎（英語：Longitude Rewards）是由英國政府在1714年以兩萬英鎊的金額，對外懸賞獎勵可精準測量在海上的船舶經度的方法。